# خربه الجوفه
خربه الجوفه (عربی: خربة الجوفة) یک روستای فلسطینی می‌باشد که در خلال جنگ اعراب و اسرائیل در سال ۱۹۴۸ خالی از سکنه شد.

## موقعیت
این روستا در ۱۲ کیلومتری (۵/۷) مایل به سمت غرب «جنین» واقع شده‌است. موقعیت این روستا بر روی یک تپه؛ به صورت دایره ای شکل کوچک به سمت «المنحدر الشمالی» از کوه «فقوعه» است. این روستا به وادی اردن از شمال و شمال شرقی مشرف است و به یک جاده خاکی به سمت روستای تپه الشوک در منطقه بیسان منتهی شده؛ وصل می‌شود.

## تاریخچه
در دوران قیمومیت بریتانیا این روستا از روستاهای فلسطین بشمار می‌رفت.